# Варіку
Ва́ріку (ест. Variku küla) — село в Естонії, у волості Ляене-Ніґула повіту Ляенемаа.

## Населення
Чисельність населення на 31 грудня 2011 року становила 52 особи.

## Географія
Через село проходить автошлях 16150 (Вайзі — Куййие).
На північ від села лежить озеро Гіндасте.

## Історія
На мапах 18-го століття населений пункт позначався під назвою Warriko.
До 21 жовтня 2017 року село входило до складу волості Нива.